# Pląsawa (dopływ Łomnicy)
Pląsawa (niem Brückenwasser) – potok górski, lewy dopływ Łomnicy o długości 2,88 km.
Potok płynie w Sudetach Zachodnich, w Karkonoszach, w woj. dolnośląskim. Jego źródła położone są na wysokości około 1180 m n.p.m., we wschodniej części Śląskiego Grzbietu, poniżej Pielgrzymów. Płynie ku północnemu wschodowi, przez Polanę, następnie głęboką, wąską, miejscami skalistą, zalesioną doliną. Poniżej Polany przyjmuje jedyny, lewy dopływ Wapniak. W Karpaczu uchodzi do Łomnicy.
Na prawym brzegu ciągną się blokowiska moreny bocznej i czołowej, utworzone przez plejstoceński lodowiec górski wypływający z Kotła Wielkiego Stawu.

## Szlaki turystyczne
Wzdłuż potoku biegną dwa szlaki turystyczne:
- w górnym biegu, w rejonie Polany, na krótkim odcinku  żółty - prowadzący z Bierutowic przez "Samotnię" na Śnieżkę,
- w dolnym i środkowym biegu  zielony - prowadzący z Karpacza przez Polanę na grzbiet Karkonoszy powyżej Wielkiego Stawu.